# Giotto di Bondone
Giotto di Bondone (més conegut simplement com a Giotto, ca. 1267, Vicchio - 8 de gener de 1337, Florència) va ser un pintor i arquitecte italià. Se'l considera el primer d'una sèrie de grans artistes que van contribuir a desenvolupar el Renaixement italià. També és un dels primers pintors que representava expressions d'emocions i un espai tridimensional.

## Biografia

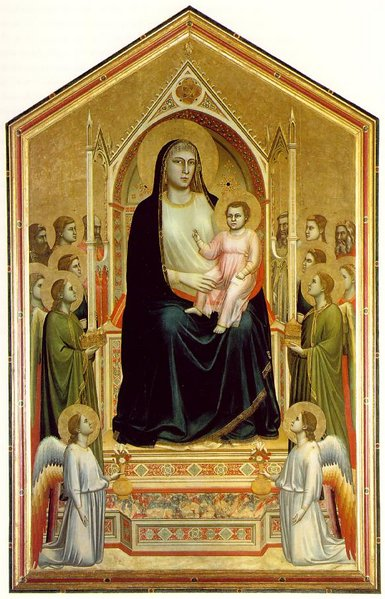
Giotto, Madonna en la Glòria, 1305-10

Giotto va néixer en una família camperola pobra, prop de Florència, fill de Bondone, i en un principi va ser pastor. La tradició diu que Giotto va néixer a una masia, potser a Colle di Romagnano o Romignano. Des de 1850, una casa-torre de la propera Colle Vespignano porta una placa que reivindica l'honor del seu lloc de naixement, una afirmació que es fa pública. Tanmateix, investigacions recents han presentat proves documentals que va néixer a Florència, fill d'un ferrer. El seu pare es deia Bondone. La majoria dels autors accepten que Giotto era el seu nom , però pot haver estat una abreviatura d'Ambrogio (Ambrogiotto) o Angelo (Angeotto).
A les seves Vides dels més excel·lents pintors, escultors i arquitectes Vasari afirma que Giotto era un nen pastor, un nen alegre i intel·ligent que era estimat per tots els que el coneixien. El gran pintor florentí Cimabue va descobrir Giotto dibuixant les seves ovelles sobre una roca. Eren tan reals que Cimabue es va acostar a Giotto i li va preguntar si el podia fer d'aprenent. Cimabue va ser un dels dos pintors més reconeguts de la Toscana, l'altre va ser Duccio, que va treballar principalment a Siena. Vasari explica una sèrie d'històries d'aquest tipus sobre l'habilitat de Giotto com a jove artista. Explica una ocasió en què Cimabue va estar absent del taller, i Giotto va pintar una mosca molt realista en una cara en un quadre de Cimabue. Quan en Cimabue va tornar, va intentar diverses vegades treure la mosca. Molts estudiosos d'avui no estan segurs sobre la formació de Giotto i consideren que el relat de Vasari que va ser l'alumne de Cimabue una llegenda; citen fonts anteriors que suggereixen que Giotto no va ser l'alumne de Cimabue. La història sobre la mosca també és sospitosa perquè és paral·lela a l'anècdota de Plini el Vell sobre Zeuxis d'Heraclea pintant raïms tan reals que els ocells van intentar picotejar-los.

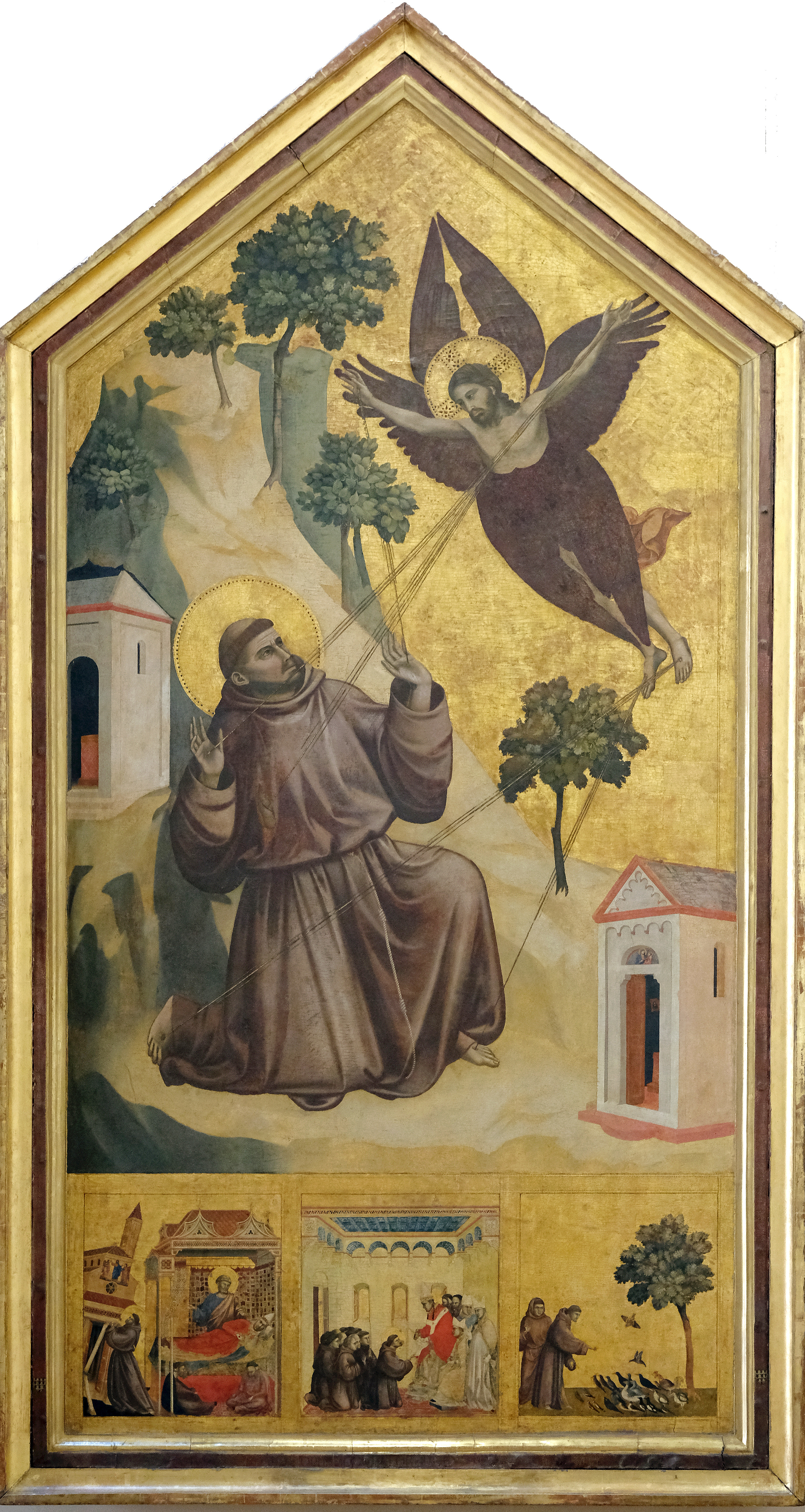
Sant Francesc rebent els estigmes.

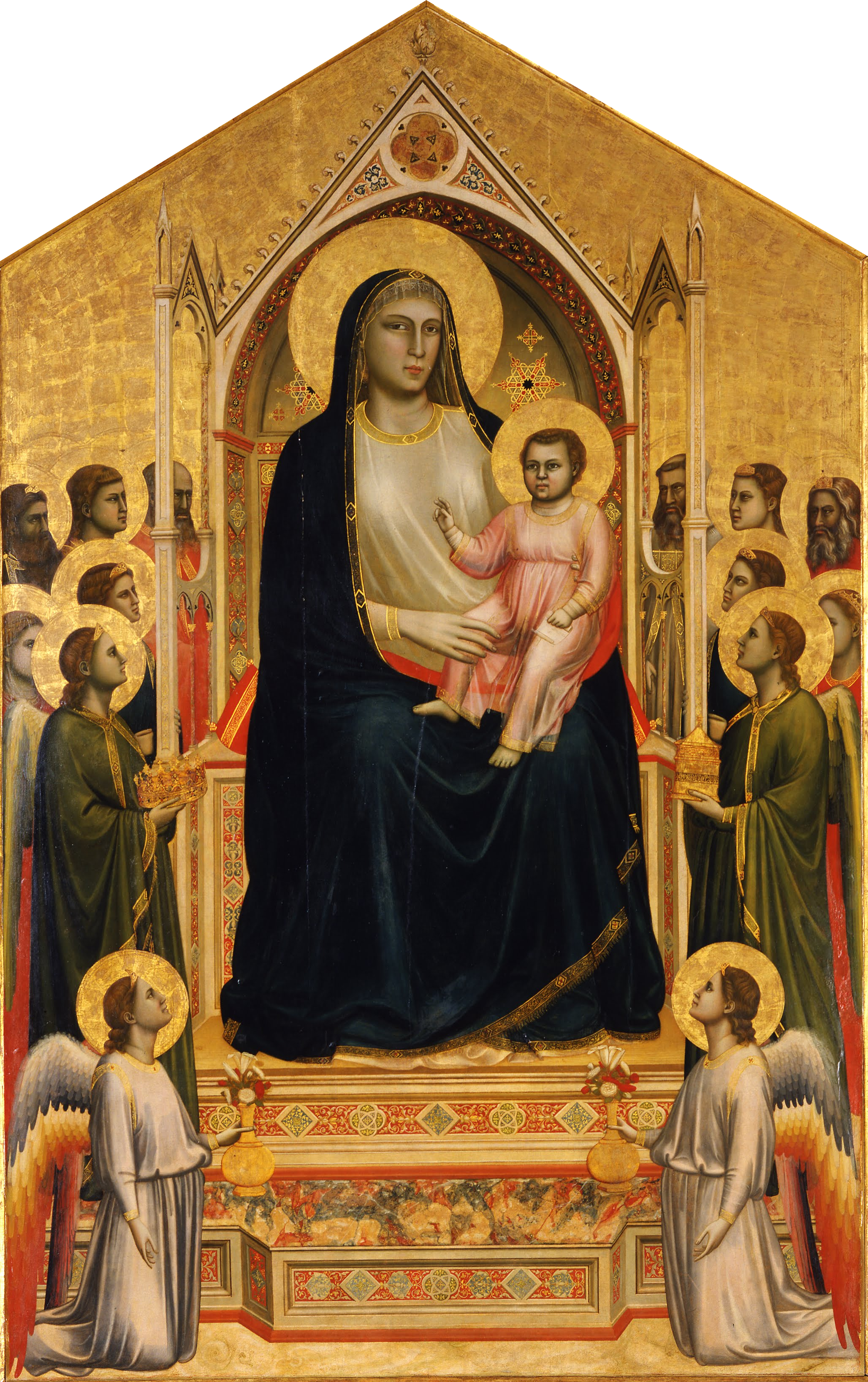
Maestà di Ognissanti (c. 1310). Tremp sobre fusta, 325

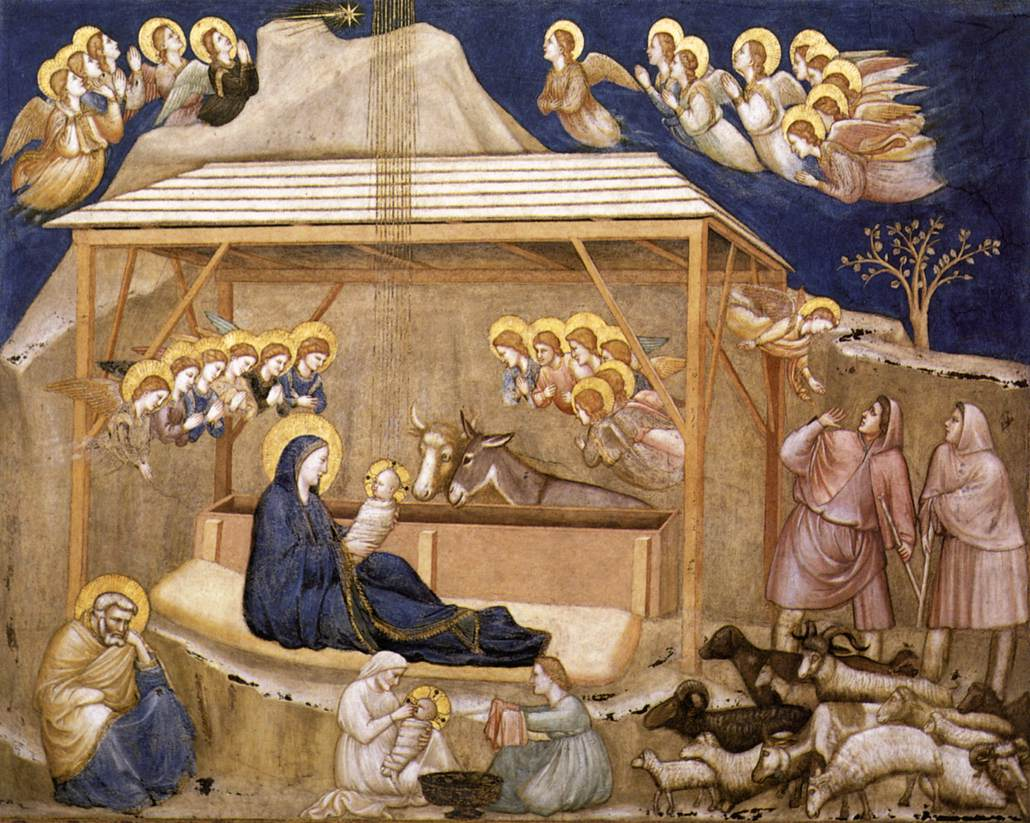
La Nativitat a l'Església Inferior, Assís

Vasari també relata que quan el papa Benet XI va enviar un missatger a Giotto, demanant-li que enviés un dibuix per demostrar la seva habilitat, Giotto va dibuixar un cercle vermell tan perfecte que semblava que l'havia dibuixat amb un parell de brúixoles i va dir al missatger que enviar-lo al Papa. El missatger se'n va anar mal content, creient que l'havia fet un ximple. El missatger va portar els dibuixos d'altres artistes al Papa a més dels de Giotto. Quan el missatger va explicar com havia fet el cercle sense moure el braç i sense l'ajuda de brúixoles, el Papa i els seus cortesans es van sorprendre de com l'habilitat de Giotto superava molt a tots els seus contemporanis.
Cap al 1290 Giotto es va casar amb Ricevuta di Lapo del Pela (coneguda com a 'Ciuta'), la filla de Lapo del Pela de Florència. El matrimoni va fer quatre filles i quatre fills, un dels quals, Francesco, es va convertir en pintor. Giotto va treballar a Roma entre els anys 1297 i 1300, però avui dia queden pocs rastres de la seva presència a Roma. El 1301, Giotto era propietari d'una casa a Florència i, quan no viatjava, hi tornava i vivia còmode amb la seva família. A principis del 1300, va tenir diversos encàrrecs de pintura a Florència. L'arxibasílica de Sant Joan del Laterà alberga una petita part d'un cicle de frescos, pintat per al jubileu de 1300 convocat per Bonifaci VIII. També va dissenyar la Navicella, un mosaic que decorava la façana de l'Antiga basílica de Sant Pere. En aquest període Giotto també va pintar el Políptic de Badia, ara a la Galleria degli Uffizi de Florència.
El seu art fou extremadament innovador, i és sovint considerat el precursor de l'evolució que portaria, poc després, a l'explosió del Renaixement italià. També se'l considera com la baula entre l'art romà d'Orient i el de finals de l'edat mitjana. Les figures planes i simbòliques agrupades en l'espai decoratiu van deixar pas als cossos individualitzats i modelats que interaccionaven en un espai en perspectiva. Va aconseguir adoptar el llenguatge visual dels escultors, donant pes i volum a les seves figures, marcant una diferència enorme amb la Madonna del seu mestre.
L'equivalent de Giotto a la ciutat rival de Siena, el gran Duccio, imbuí les seves delicades composicions amb un ambient d'emoció profunda, però Giotto es manté com el gran iniciador de l'espai tridimensional en la pintura europea.
Va tractar els temes religiosos que havien dominat l'art medieval amb un nou esperit, donant-los-hi una frescor clara i una vitalitat inesperada, i molts crítics parlen d'una emoció humana com a característica més peculiar de les seves obres.
Va rebre encàrrecs per fer moltes obres en tot Itàlia, i es convertí en un bon amic del rei de Nàpols i de Dante Alighieri. Boccaccio el cita en el seu Decameró.
Segons una història narrada per Vasari, el papa Benet XII va voler llogar Giotto, i li envià un emissari. Aquest va demanar-li al pintor un dibuix per ensenyar-lo al papa per tal de demostrar-li la seva habilitat. Giotto va agafar un full de paper i mullà un pinzell en tinta roja, i amb un sol moviment de canell va dibuixar un cercle perfecte i li'l donà al missatger. Aquest va dir: «Això és l'únic que m'he d'emportar?», i Giotto va contestar: «És més que suficient. Tramet-ho i veuràs com ho entén».

## Obres principals

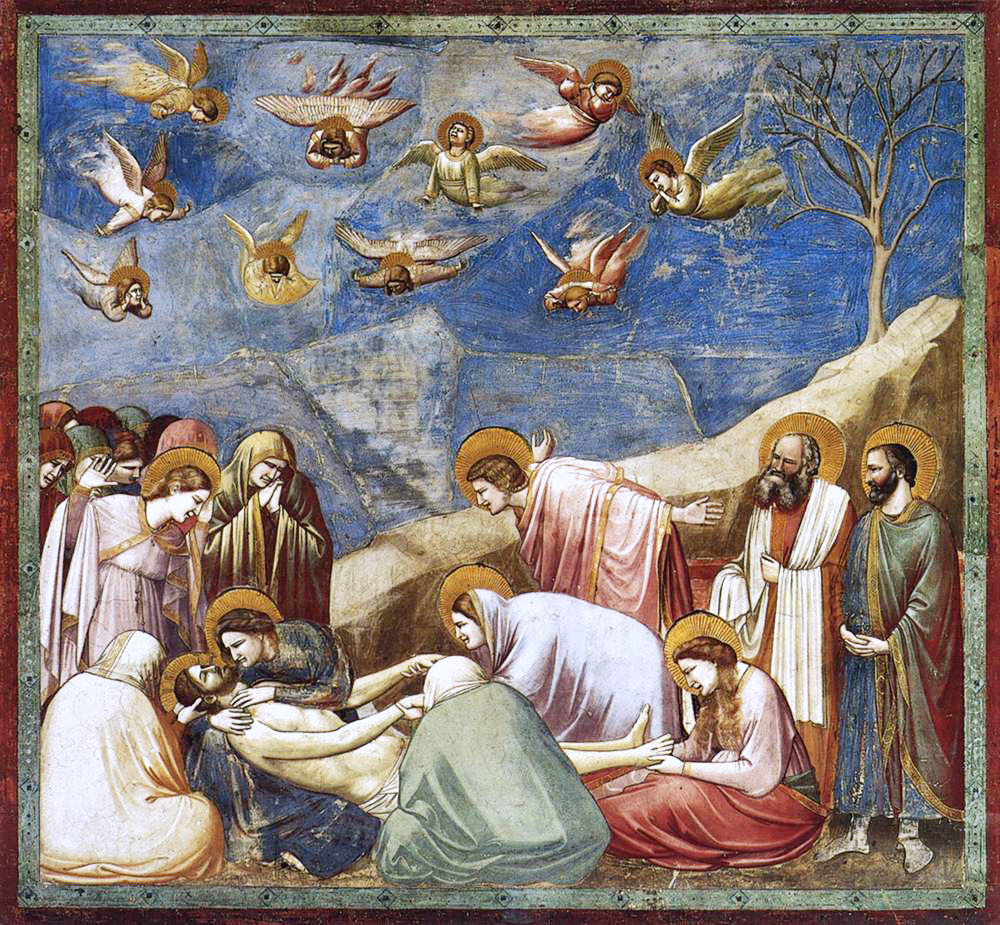
Lamentació pel Crist mort, 1305

La seva creació important més antiga és el cicle de frescs sobre la vida de Sant Francesc d'Assís, situat en una església de la basílica de Sant Francesc d'Assís, encara que hi ha algunes disputes sobre l'autoria. Aquest cicle mostra la influència de l'art romànic en el pintor, així com el seu intent d'assimilar la moda del moment pel gòtic francès. La Crucifixió, a Santa Maria Novella, Florència, és una altra de les seves primeres grans obres, i el diferencia clarament de Cimabue i Duccio.
L'obra mestra de Giotto és el cicle de la capella de l'Arena (1305) a la capella dels Scrovegni, Pàdua, on representa la vida de la Verge Maria i la Passió de Crist. S'hi poden veure cent escenes principals amb unes figures molt esculturals, distribuïdes en disposicions comprimides però naturals. La seva principal innovació és la de concebre una estructura pintada en gris utilitzant efectes de trompe-l'oeil que van influir directament Masaccio i, de retruc, Miquel Àngel i el seu esquema per a la capella Sixtina. Panells famosos en aquesta sèrie inclouen l'Adoració dels Reis Mags, en la qual un cometa com l'estrella de Betlem passa a través del cel, i la Fugida d'Egipte, en la qual Giotto va trencar bastants cànons en el dibuix de l'escena, i la Resurrecció de Llàtzer. Les escenes de la Passió foren admiradíssimes pels artistes del Renaixement, per la seva força emocional i dramàtica, especialment en la Lamentació pel Crist mort; de fet, Miquel Àngel en va fer estudis. La Madonna Ognissanti, ara a la galeria dels Uffizi i únic panell principal supervivent, també és d'aquesta època.

## Última època

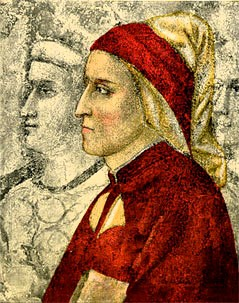
Gravat després d'un retrat de Dante de Giotto

A petició del papa, Giotto va estar-se deu anys a Roma, i després va treballar per al rei de Nàpols, encara que d'aquest període en queden poques obres. El 1320, va tornar a Florència per completar dos cicles de frescos i diverses pintures per l'altar de l'església de la Santa Croce. Els dos grups de frescos estan molt malmesos, però mostren una creixent ornamentació, potser en resposta al Gòtic Internacional emergent. Anteriorment atribuït a Giotto, ara es creu que és sobretot una obra d'ajudants, inclòs Taddeo Gaddi, que més tard va pintar al fresc la capella. L'any següent, Giotto va ser cridat pel rei Robert d'Anjou a Nàpols, on va romandre amb un grup d'alumnes fins al 1333. Poques de les obres napolitanes de Giotto s'han conservat: un fragment d'un fresc que representa la Lamentació de Crist a l'església de Santa Chiara i els homes il·lustres que es pinta a les finestres de la capella de Santa Bàrbara del Castell Nou de Nàpols, que s'atribueixen habitualment als seus alumnes. El 1332, el rei Robert el va nomenar primer pintor de la cort, amb una pensió anual. També en aquest període, segons Vasari, Giotto va compondre una sèrie sobre la Bíblia; les escenes del Llibre de l'Apocalipsi es basaven en idees de Dante. Després de Nàpols, Giotto es va quedar un temps a Bolonya, on va pintar un políptic per a l'església de Santa Maria degli Angeli i, segons algunes fonts, una decoració perduda per a la capella del castell del Cardenal Llegat.
El 1334, Giotto va ser nomenat arquitecte en cap de Santa Maria del Fiore, la catedral de Florència. Va dissenyar el campanar, conegut com el Campanar de Giotto, iniciat el 18 de juliol de 1334. Després de la mort de Giotto tres anys més tard, Andrea Pisano i finalment Francesco Talenti es van fer càrrec de la construcció de la torre, acabada el 1359 i no totalment segons el disseny de Giotto. Abans de 1337, va estar a Milà amb Azzone Visconti, però cap traça de les seves obres resta a la ciutat. El seu darrer treball conegut va ser amb l'ajuda d'assistents: la decoració de la capella del Podestà al Bargello, Florència.
Durant la seva vellesa, es va fer amic de l'escriptor i humanista Boccaccio i l'arquitecte Giovanni Battista Sacchetti.
Giotto apareix en els escrits de molts autors contemporanis, entre ells Boccaccio, Dante i Franco Sacchetti. Sacchetti va explicar el probable incident fictici en què un civil va encarregar a Giotto que pintés un escut amb el seu escut; Giotto va pintar l'escut armat fins a les dents, amb una espasa, una llança, un punyal i una armadura. Li va dir a l'home que «Vés una mica al món, abans de parlar d'armes com si fossis el duc de Baviera», i com a resposta va ser demandat. Giotto va contrademandar i va guanyar dos florins. A La Divina Comèdia, Dante reconeixia la grandesa del seu contemporani viu amb les paraules d'un pintor del Purgatori (XI, 94–96): «Cimabue creia que ell tenia el camp/En la pintura, i ara Giotto té el crit,/ Així que la fama del primer és obscura». Giotto va morir el gener de 1337.
Morí tot treballant en un Judici Final per a la capella Bargello de Florència.

## Enterrament i llegat
Segons Vasari, Giotto va ser enterrat a la catedral de Florència, a l'esquerra de l'entrada i amb el punt marcat per una placa de marbre blanc. Segons altres fonts, va ser enterrat a l'església de Santa Reparata. Els informes aparentment contradictoris s'expliquen pel fet que les restes de Santa Reparata es troben directament a sota de la Catedral i l'església va continuar en ús mentre es va procedir a la construcció de la catedral a principis del segle XIV.
Durant una excavació a la dècada del 1970, es van descobrir ossos sota el paviment de Santa Reparata en un lloc proper a la ubicació donada per Vasari però sense senyalitzar a cap dels nivells. L'examen forense dels ossos realitzat per l'antropòleg Francesco Mallegni i un equip d'experts l'any 2000 va treure a la llum algunes proves que semblaven confirmar que eren els d'un pintor (especialment la gamma de productes químics, inclòs l'arsènic i el plom, tots dos que es troben habitualment a la pintura, que els ossos havien absorbit). Els ossos eren els d'un home molt baix, de poc més de quatre peus d'alçada, que podria haver patit una forma de nanisme congènit. Això dóna suport a la tradició de l'església de Santa Croce que un nan que apareix en un dels frescos és un autoretrat de Giotto. D'altra banda, també es diu que un home amb barret blanc que apareix al Judici Final de Pàdua és un retrat de Giotto. L'aparença d'aquest home entra en conflicte amb la imatge de Santa Croce, pel que fa a la talla.
La reconstrucció forense de l'esquelet de Santa Reperata va mostrar un home baixet amb un cap molt gran, un gran nas ganxut i un ull més prominent que l'altre. Els ossos del coll indicaven que l'home passava molt de temps amb el cap inclinat cap enrere. L'home tenia uns 70 anys en el moment de la mort. Si bé els investigadors italians estaven convençuts que el cos pertanyia a Giotto i que va ser enterrat amb honor prop de la tomba de Filippo Brunelleschi, d'altres s'han mostrat molt escèptics. Franklin Toker, professor d'història de l'art a la Universitat de Pittsburgh, que va estar present a l'excavació original el 1970, diu que probablement són els ossos d'algun carnisser gros.

## Obres famoses
- La capella dels Scrovegni a Pàdua.[20]
- La basílica de Sant Francesc d'Assís.
- Les capelles de la basílica de la Santa Creu a Florència.
- Gran quantitat de políptics i crucifixos.